# Rue Godefroy (Paris)
Pour les articles homonymes, voir Rue Godefroy-Cavaignac.
La rue Godefroy est une voie située dans le quartier de la Salpêtrière du 13e arrondissement de Paris.

## Situation et accès
La rue Godefroy est accessible par les lignes 5, 6 et 7 à la station Place d'Italie.

## Origine du nom
La rue tire son nom de celui d'un propriétaire.

## Historique
Une ordonnance royale du 19 juillet 1826 autorisa, sous certaines clauses et conditions, MM. Geffroy et Godefrey à ouvrir sur leurs terrains une rue de 13 mètres de largeur, pour communiquer du rond-point de la barrière d'Italie à la rue de la barrière des Gobelins. La rue fut immédiatement percée et reçut le nom de « rue Godefroy ».

## Bâtiments remarquables et lieux de mémoire
- No 17 : Zhou Enlai, après son arrivée à Paris en décembre 1920, y habita de 1922 à 1924 dans un hôtel, aujourd'hui détruit[2]. Son camarade de chambre est Deng Xiaoping[3].
- Arrière de l'église luthérienne de la Trinité.
- La rue débouche sur la place d'Italie.

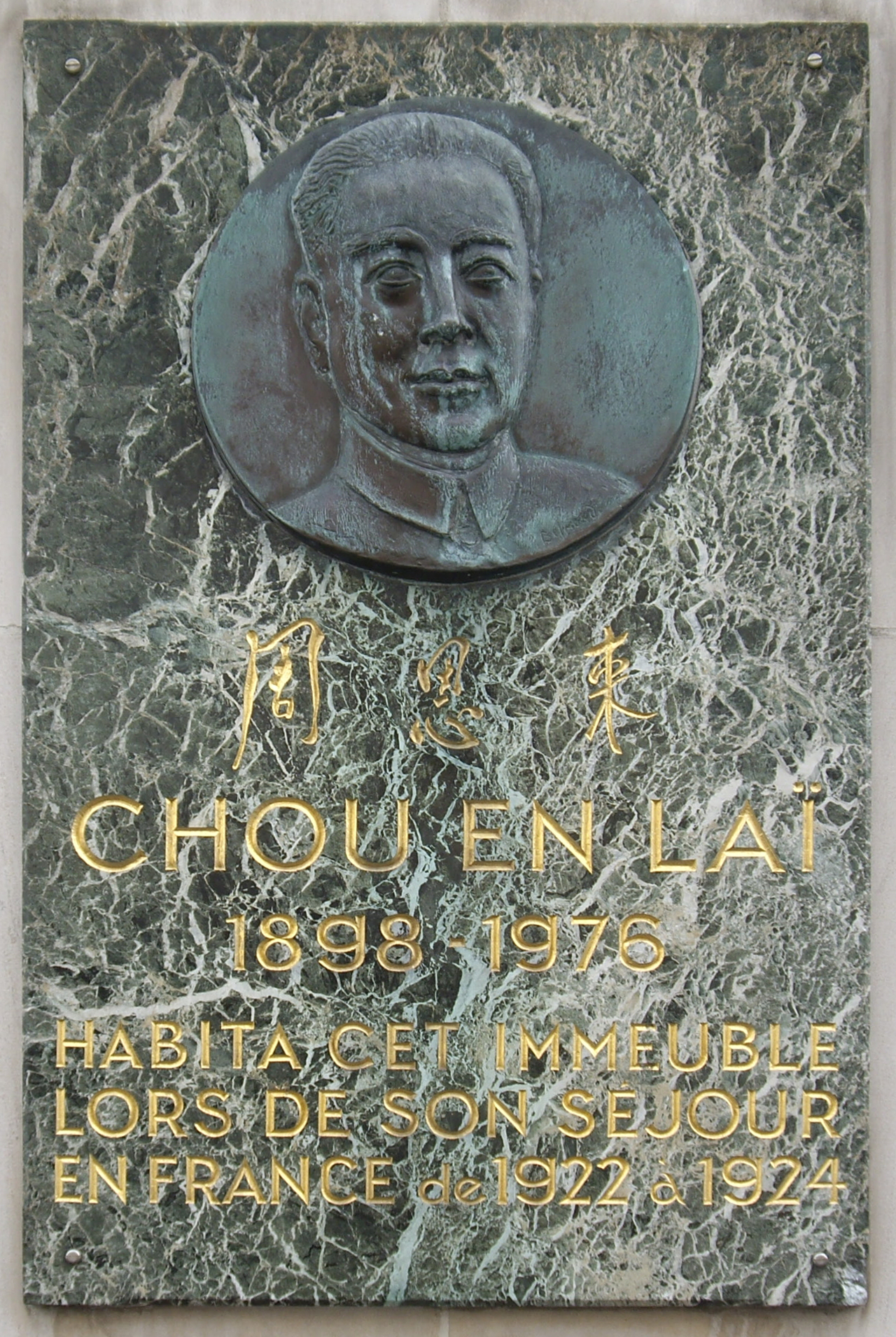
Plaque commémorative au no 17.
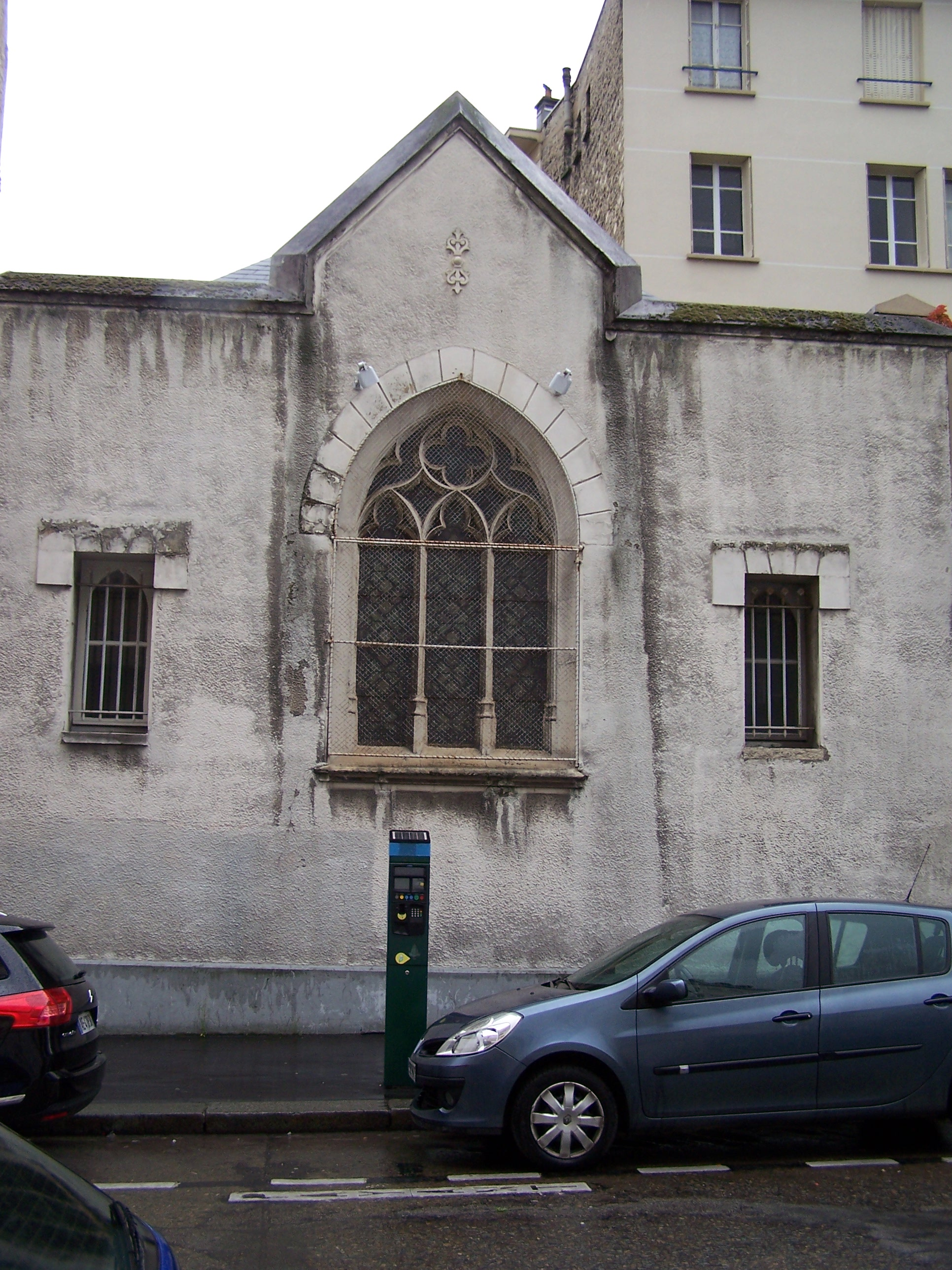
Arrière de l'église luthérienne de la Trinité.